# Campeonato Mundial de Patinaje Artístico sobre Hielo de 2009
El XCIX Campeonato Mundial de Patinaje Artístico se realizó en Los Ángeles (Estados Unidos) entre el 23 y el 29 de marzo de 2009 bajo la organización de la Unión Internacional de Patinaje sobre Hielo (ISU) y la Asociación Estadounidense de Patinaje sobre Hielo. 
Las competiciones se efecturon en el pabellón Staples Center de la ciudad californiana. 

## Países participantes
Participaron en total 214 patinadores (50 en la categoría masculina, 54 en la femenina, 25 parejas y 30 parejas de danza en hielo) de 52 federaciones nacionales afiliadas a la ISU:
| - Alemania (7) - Armenia (1) - Australia (4) - Austria (1) - Azerbaiyán (3) - Bélgica (2) - Bielorrusia (3) - Bosnia y Herzegovina (1) - Brasil (2) - Bulgaria (6) - Canadá (15) - China (10) - Corea del Sur (3) | - Croacia (2) - Eslovaquia (2) - Eslovenia (2) - España (2) - Estados Unidos (15) - Estonia (5) - Filipinas (2) - Finlandia (3) - Francia (11) - Georgia (2) - Grecia (5) - Hong Kong (1) - Hungría (4) | - India (1) - Irlanda (1) - Israel (6) - Italia (8) - Japón (8) - Kazajistán (1) - Letonia (1) - Lituania (4) - México (2) - Mónaco (1) - Montenegro (1) - Polonia (6) - Puerto Rico (2) | - Reino Unido (8) - República Checa (4) - Rumania (2) - Rusia (13) - Serbia (1) - Sudáfrica (2) - Suecia (3) - Suiza (7) - Tailandia (1) - Taiwán (4) - Turquía (2) - Ucrania (6) - Uzbekistán (3) |

## Resultados

### Masculino
| Puesto | Nombre        | País           | Puntos |
| ------ | ------------- | -------------- | ------ |
| Oro    | Evan Lysacek  | Estados Unidos | 242,23 |
| Plata  | Patrick Chan  | Canadá         | 237,58 |
| Bronce | Brian Joubert | Francia        | 235,97 |

### Femenino
| Puesto | Nombre           | País          | Puntos |
| ------ | ---------------- | ------------- | ------ |
| Oro    | Yu-Na Kim        | Corea del Sur | 207,71 |
| Plata  | Joannie Rochette | Canadá        | 191,29 |
| Bronce | Miki Ando        | Japón         | 190,38 |

### Parejas
| Puesto | Nombre                             | País     | Puntos |
| ------ | ---------------------------------- | -------- | ------ |
| Oro    | Aliona Savchenko / Robin Szolkowy  | Alemania | 203,48 |
| Plata  | Dan Zhang / Hao Zhang              | China    | 186,52 |
| Bronce | Yuko Kawaguchi / Alexander Smirnov | Rusia    | 186,39 |

### Danza en hielo
| Puesto | Nombre                          | País           | Puntos |
| ------ | ------------------------------- | -------------- | ------ |
| Oro    | Oxana Domnina / Maxim Shabalin  | Rusia          | 206,30 |
| Plata  | Tanith Belbin / Benjamin Agosto | Estados Unidos | 205,08 |
| Bronce | Tessa Virtue / Scott Moir       | Canadá         | 200,40 |

## Medallero
| Núm. | País           | Oro | Plata | Bronce | Total |
| ---- | -------------- | --- | ----- | ------ | ----- |
| 1    | Estados Unidos | 1   | 1     | 0      | 2     |
| 2    | Rusia          | 1   | 0     | 1      | 2     |
| 3    | Alemania       | 1   | 0     | 0      | 1     |
| 3    | Corea del Sur  | 1   | 0     | 0      | 1     |
| 5    | Canadá         | 0   | 2     | 1      | 3     |
| 6    | China          | 0   | 1     | 0      | 1     |
| 7    | Francia        | 0   | 0     | 1      | 1     |
| 7    | Japón          | 0   | 0     | 1      | 1     |
|      | TOTAL          | 4   | 4     | 4      | 12    |

| Predecesor: Suecia 2008 | Campeonato Mundial de Patinaje Artístico sobre Hielo 2009 | Sucesor: Italia 2010 |

- Datos: Q1141421
- Multimedia: 2009 World Figure Skating Championships / Q1141421